# Гиль, Александр Васильевич
Александр Васильевич Гиль (18 марта 1943, село Шелестово Коломакский район Харьковской области — 7 июля 1988, там же) — советский хореограф, заслуженный артист РСФСР (1977).

## Биография
В 1960 г. поступил в студию Полтавского театра имени Гоголя под руководством Арнольда Аркадьевича Нюмена. В 1965 г. уехал на Камчатку, где основал 18 октября 1965 г. корякский танцевальный ансамбль «Мэнго» (сперва как любительский, а с 1974 г. как профессиональный хореографический коллектив). Гиль руководил ансамблем до своей трагической гибели; теперь Государственный академический Корякский национальный ансамбль танца «Мэнго» (художественный руководитель — Заслуженный артист УССР Марк Нюмен) носит его имя. Сын Александра Гиля Тарас танцует в ансамбле, вдова Екатерина Трифоновна выпустила книгу воспоминаний о Гиле «Жизнь в танце».
14 ноября 1980 года награждён медалью «За трудовую доблесть» за большую работу по подготовке и проведению Игр XXII Олимпиады
1 июля 2013 года А. В. Гилю посмертно было присвоено звание «Почётный житель Камчатского края»